# Florence Malraux
Pour les articles homonymes, voir Malraux (homonymie).
Florence Malraux, née le 28 mars 1933 dans le 16e arrondissement de Paris et morte dans le 7e arrondissement de Paris le 31 octobre 2018, est une assistante réalisatrice française.

## Biographie
Florence Malraux est la fille d'André et de Clara Malraux.
Elle est une amie de Françoise Sagan, rencontrée en 1950. En 1960, elle signe le manifeste des 121 soutenant, contre le gouvernement, l'insoumission des appelés en Algérie, ce qui provoque une rupture avec son père, alors ministre d'État chargé des Affaires culturelles.
Elle se tourne vers le cinéma, est assistante (non créditée) sur Jules et Jim de François Truffaut avant d'être  l'assistante d'Alain Resnais sur la plupart de ses films, de La guerre est finie (1966) à Mélo (1986). Elle épouse Alain Resnais en 1969, et ils se séparent à la fin des années 1980.
En 2009, Florence Malraux devient présidente de la commission d’avance sur recettes du Centre national de la cinématographie, qui vise à apporter un soutien financier aux films en français via des prêts avantageux, remboursables sur les recettes. Elle succède à Pierre Chevalier.
Florence Malraux meurt le 31 octobre 2018 à Paris, à l'âge de 85 ans.

## Filmographie

### Assistante réalisatrice
- 1961 : L'Année dernière à Marienbad d'Alain Resnais
- 1962 : Jules et Jim de François Truffaut
- 1963 : Muriel ou le Temps d'un retour d'Alain Resnais
- 1966 : La Guerre est finie d'Alain Resnais
- 1968 : Je t'aime, je t'aime d'Alain Resnais
- 1968 : La Chamade d'Alain Cavalier
- 1973 : Stavisky d'Alain Resnais
- 1977 : Providence d'Alain Resnais
- 1977 : Les Routes du sud de Joseph Losey
- 1980 : Mon oncle d'Amérique d'Alain Resnais
- 1983 : La vie est un roman d'Alain Resnais
- 1984 : L'amour à mort d'Alain Resnais
- 1986 : Mélo d'Alain Resnais
- 1996 : La Rencontre d'Alain Cavalier

### A l'écran
- 2008 : Sagan de Diane Kurys : incarnée par Margot Abascal